# ناصر قديورة
ناصِر قديورة من مواليد 05-03-1945 يعد من أحد أهم وابرز لاعبي اتحاد العاصمة السابقين حيث سيطر على جائزة هداف البطولة الوطنية الجزائرية كما لعب للمنتخب الجزائري في عدة مناسبات وتألق فيها، ويعد ناصر قديورة والد لاعب المنتخب الوطني عدلان قديورة المشهور بالتسديدات القوية وكذلك القوة البدنية.
وهو متزوج من امرأة إسبانية يعيش حالياً في فرنسا حيث ولد وترعرع كافة أبنائه حيث كان يمتاز بالمراوغات الرائعة.